# 2-メチル-2-ペンタノール
2-メチル-2-ペンタノール(2-methyl-2-pentanol)は、ヘキサノールの構造異性体の一つ。このような分枝化合物（特にアルコール類）を分離するときにはガスクロマトグラフィーが利用される。この物質の尿中への存在を見ることにより2-メチルペンタンの暴露調査ができる。消防法に定める第4類危険物 第2石油類に該当する。